# Scheinlot
Mit Scheinlot wird der resultierende Vektor aus Schwerkraft und Fliehkraft bei Bewegung bezeichnet. Das Scheinlot lässt sich graphisch durch ein Kräfteparallelogramm darstellen.
Durch die Schwerkraft, auch Gravitation genannt, erfährt jeder Körper auf der Erde eine nach unten, zum Erdmittelpunkt, gerichtete Beschleunigung. Die Größe dieser Beschleunigung beträgt in Mitteleuropa ca. 9,81 m/s² und wird als 1 g bezeichnet.
Im Ruhezustand ist die Richtung des Scheinlots mit der Richtung der Schwerkraft (Gewichtskraft) identisch und weist dann zum Erdmittelpunkt. 
Anders verhält es sich bei der Kurvenbeschleunigung. Ein Motorradfahrer muss sich, um im Gleichgewicht zu bleiben, beim Durchfahren der Kurve entsprechend dem Scheinlot "in die Kurve legen". Ähnliches gilt für ein Flugzeug, das eine koordinierte Kurve fliegen soll. Das Messinstrument im Flugzeug ist hierfür die Kugellibelle. Bei einer koordiniert geflogenen Kurve verspürt man im Flugzeug außer eventuell einem erhöhten Anpressdruck nichts. Daher muss der Pilot unter Instrumentenflugbedingungen die Instrumente zur Hilfe nehmen.
Neben der Fliehkraft bewirken auch Beschleunigungs- und Bremskräfte eine Differenz zwischen Scheinlot und "richtigem" Lot (auch Ruhelot). Beispielsweise steht ein Sprinter während der Beschleunigungsphase kurz nach dem Schuss schräg und richtet sich mehr und mehr auf, wenn die Geschwindigkeit nicht mehr zunimmt. Die Wirbelsäule repräsentiert das Scheinlot.